# Retour en force (film, 1980)
Pour les articles homonymes, voir Retour en force.
Pour plus de détails, voir Fiche technique et Distribution.
Retour en force est une comédie française réalisée par Jean-Marie Poiré en 1980.

## Synopsis
Adrien Blausac sort de prison, où il vient de purger une peine de huit ans pour un casse mémorable. Mais il a la mauvaise surprise de découvrir que sa femme, Thérésa, a refait sa vie avec Roger, un conducteur d'autobus à la RATP, tandis que sa fille, Odile, passe son temps dans les boîtes de nuit et que son fils, Gilles, vole des mobylettes. Adrien tombe de haut, d'autant plus que ses anciens complices, à la solde à présent d'un certain Marval, refusent de lui rétrocéder sa part du magot. Bien que la cohabitation s'annonce houleuse, Roger accepte d'héberger Adrien, qui rapatrie aussitôt Odile et Gilles au bercail...

## Fiche technique
- Titre : Retour en force
- Réalisateur : Jean-Marie Poiré, assisté de Rémy Duchemin
- Scénario : Jean-Marie Poiré et Josiane Balasko
- Photographie : Yves Lafaye
- Musique : William Sheller
- Producteur : Alain Poiré
- Durée : 94 minutes
- Date de sortie : 30 janvier 1980

## Distribution
- Victor Lanoux : Adrien Blausac
- Bernadette Lafont : Thérésa
- Pierre Mondy : Roger
- Eva Harling : Odile
- Philippe Klébert : Gilles
- Gérard Jugnot : L'inspecteur Bonardi
- Sabine Naud : Ginou
- Fortran Akmansoy : Le petit Franck
- Bernard Musson : Le passager du bus 129
- Roger Jendly
- Luc Delhumeau : Le chauffeur du bus